# De Tomaso Guarà
La De Tomaso Guarà è un'autovettura prodotta dalla casa automobilistica italiana De Tomaso dal 1993 al 2004. Appartenente alla categoria delle vetture sport, la Guarà fu l'ultimo progetto realizzato sotto la guida di Alejandro de Tomaso. Presentato al salone dell'automobile di Ginevra del 1993, il modello era disponibile in tre varianti di carrozzeria: barchetta, coupé e spider.

## Storia
La Guarà era basata sulla precedente Maserati Barchetta, una vettura nata per le competizioni che era stata presentata un paio di anni prima, e venne disegnata da Carlo Gaino per conto dello studio di progettazione Synthesis Design. La somiglianza non fu casuale, dato che entrambe le vetture furono progettate dallo stesso Gaino e che la Barchetta era stata realizzata quando la Maserati era sotto il controllo di Alejandro De Tomaso, prima che l'imprenditore italo-argentino la vendesse l'antica casa automobilistica modenese alla FIAT. L'ultimo esemplare prodotto di Guarà, che venne ordinato da un cliente australiano nel 2004, fu consegnato nel 2011 subito dopo la fine della procedura di liquidazione della De Tomaso. Nonostante avesse superato le prove di omologazione europea, con i relativi crash-test, la Guarà non fu mai sottoposta all'omologazione necessaria per essere commercializzata negli Stati Uniti.

## Tecnica
La carrozzeria della vettura, che era realizzata in vetroresina e Kevlar, era montata su un telaio monotrave centrale in alluminio (come la Maserati Barchetta), che conteneva il serbatoio del carburante ed era associato a un telaietto anteriore (cui erano attaccate le sospensioni) e ad una piastra posteriore di alluminio forgiato, che supportava motore e cambio. Altre due piaste posteriori, una installate tra motore e cambio (a sua volta imbullonata a quella davanti al motore mediante due estrusi ai lati del monoblocco) e una dietro a quest'ultimo, fornivano i punti di ancoraggio delle sospensioni posteriori. Tale sistema di ingabbiamento del motore fornì una valida soluzione ai problemi di rigidità dell'accoppiata telaio/motore portante che avevano afflito la De Tomaso Mangusta, nota per il comportamento su strada poco prevedibile una volta portata al limite. Le sospensioni derivavano dal mondo delle competizioni. Più precisamente, furono applicate soluzioni provenienti dalla Formula 1 e dalla Formula Indy. Inoltre la Guarà inizialmente non era dotata di bagagliaio, dato che sotto il cofano anteriore era alloggiata la voluminosa struttura delle sospensioni, ma in seguito esso venne ricavato sopra il cambio mediante il montaggio di un apposito contenitore in plastica, a cui si accedeva aprendo il cofano motore. I cerchioni in lega leggera erano invece della Marchesini.
All'inizio della produzione, sulla Guarà venivano utilizzati una tecnologia ed alcune parti degli interni che derivavano da alcuni modelli BMW. In seguito, sulle Guarà furono adottati tecnologie e componenti derivanti da modelli Ford. Infatti, dal 1993 al 1998, la Guarà ebbe un dotazione un motore V8 BMW a 32 valvole da 4 litri di cilindrata e una potenza compresa tra 286 CV e 304 CV (in base al livello di elaborazione), accoppiato a un cambio Getrag. Dal 1998 al 2004 fu invece installato un più economico (ma più pesante) V8 Ford da 4,6 litri, 32 valvole e 305/320 CV, accoppiato a un cambio ZF, un motore che alla De Tomaso costava un terzo di quello di produzione tedesca, ma la cui installazione in vettura incrementava il peso totale della Guarà da 1200 a 1400 kg, peggiorandone il rapporto peso/potenza e, in parte, la maneggevolezza. La versione sovralimentata di quest'ultimo, che avrebbe dovuto erogare una potenza compresa tra i 375 ed i 430 CV, fu annunciata ma non venne mai realizzata. Sia il motore BMW che quello Ford erano in lega leggera. Il motore era montato centralmente, mentre la trazione era posteriore. Sia il cambio Getrag che lo ZF che lo sostituì erano del tipo manuale e dotati di sei rapporti.

## Prestazioni
La Guarà era conosciuta per le prestazioni scattanti. Esse, però, implicavano un comportamento molto "nervoso", soprattutto nelle mani di un guidatore non particolarmente esperto. La velocità massima raggiunta dal modello, che era comunque in funzione del tipo di carrozzeria, era di circa 270 km/h. L'accelerazione da 0 a 100 km/h era invece di circa 5 secondi.

## Produzione

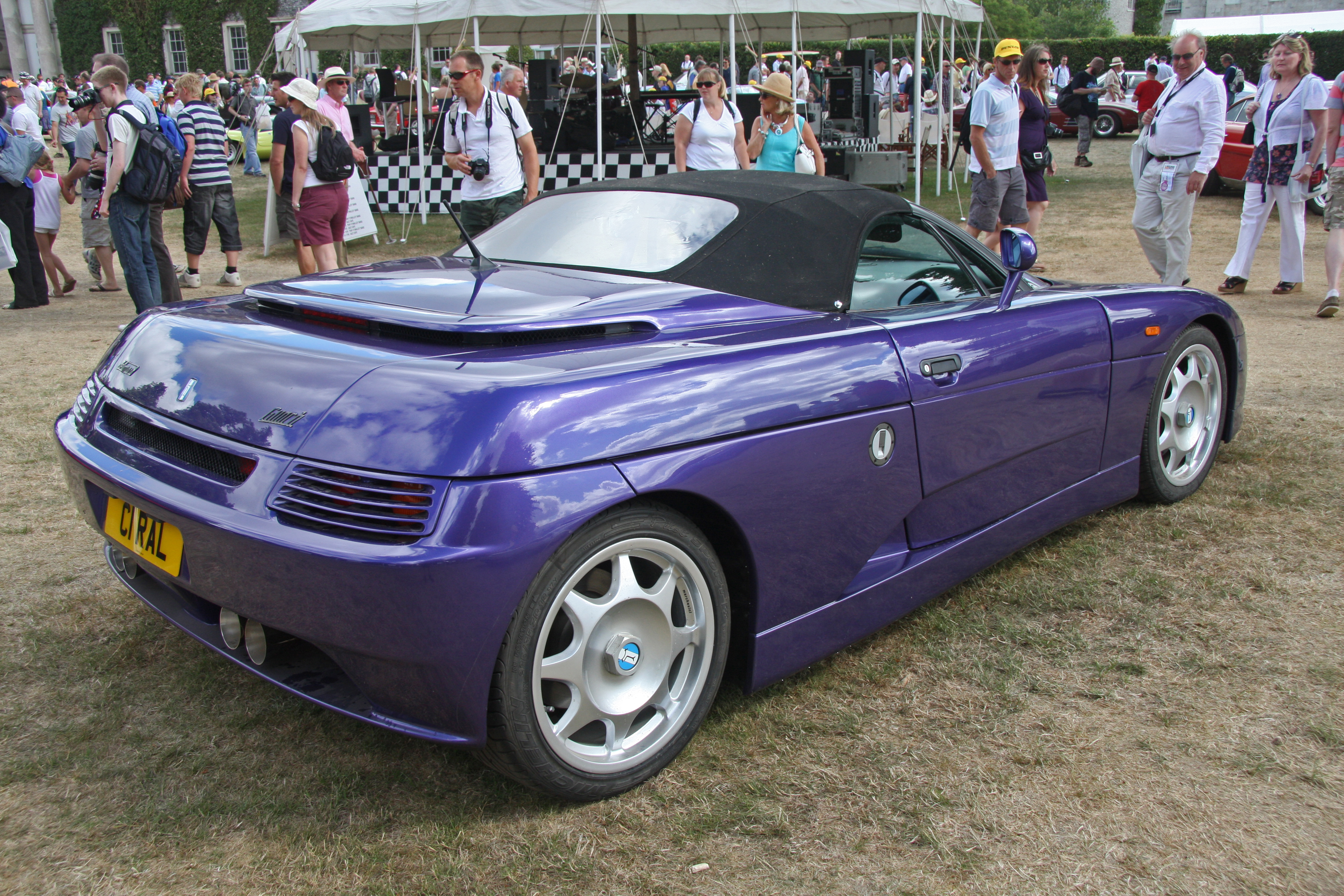
Una De Tomaso Guarà spider del 1999 con motore BMW

In totale, di Guarà ne furono realizzati circa 50 esemplari. Di questi, una decina di unità possedeva un corpo vettura barchetta (cioè prive di tetto e parabrezza), che fu la prima versione messa in produzione nel 1994, a un anno di distanza dalla presentazione al pubblico e a cui fece seguito la versione coupé. Le due si differenziavano per le finiture degli interni, nettamente più spartane e minimaliste sulla barchetta, che era priva di tappezzeria, materiali fonoassorbenti e persino del parabrezza (assente anche in una seppur minima forma) ed era dotata di roll-bar, strumentazione ridotta e sedili ultra-avvolgenti dalla seduta nettamente ribassata, con il risultato finale di avere una massa di soli 1 050 kg (2 310 libbre), che le permetteva un notevole divario nelle prestazioni rispetto alla più pesante coupé.
A queste due versioni si affiancarono in seguito pochi esemplari dotati di carrozzeria spyder, che alcune fonti riportano essere quattro, mentre altre parlano di un numero variabile fra tre e cinque esemplari, in maggioranza trasformati da carrozzieri esterni alla fabbrica modenese partendo da vetture coupé. Alcune fonti riportano che le spyder fossero tutte dotate di meccanica BMW, in quanto il voluminoso motore Ford adottato in seguito non lasciava abbastanza spazio sotto il cofano motore per alloggiarvi il tettucio ripiegabile in tessuto.